# Microterangis
Microterangis es un género con siete especies  de orquídeas de hábitos epífitas. Se encuentra en  África, Madagascar y las islas Mascareñas.

## Descripción
Es una planta epífita y monopodial de tamaño que tienen corto tallo con denso follaje con hojas oblongas o aovadas, bi-lobuladas con una inflorescencia en forma de racimo con pequeñas flores con los sépalos y pétalos libres con el labelo entero o dentado y dos polinias.

## Taxonomía
El género fue descrito por Karlheinz Senghas y publicado en Die Orchideen 36(1): 22. 1985.
Etimología
Su nombre se refiere a lo diminuto de sus flores.

## Especies deMicroterangis
- Microterangis boutonii  (Rchb.f.) Senghas (1985)
- Microterangis coursiana  (H.Perrier) Senghas (1985)
- Microterangis divitiflora  (Schltr.) Senghas (1985)
- Microterangis hariotiana  (Kraenzl.) Senghas (1985)
- Microterangis hildebrandtii  (Rchb.f.) Senghas (1985)
- Microterangis humblotii  (Rchb.f.) Senghas (1985)
- Microterangis oligantha  (Schltr.) Senghas (1985)